# Мотиваційний механізм
Мотиваційний механізм — сукупність зовнішніх і внутрішніх умов, які зацікавлюють людину у здійсненні певної економічної діяльності з метою задоволення потреб і реалізації інтересів.